# Фудбалска репрезентација Барбадоса
Фудбалска репрезентација Барбадоса (енгл. Barbados national football team) је фудбалски тим који представља Барбадос на међународним такмичењима под контролом Фудбалског савеза Барбадоса који се налази у оквиру Карипске фудбалске уније и КОНКАКАФа, такође је члан ФИФА. Савез је основан 1910. године.
Барбадос се није никада квалификовао за неки већи међународни турнир. Приближио се квалификацијама за златни куп КОНКАКАФ 2005. зато што је било домаћин финала Купа Кариба које су служиле као квалификације за КОНКАКАФ златни куп, али су завршили као задњи у групи од четири тима. Године 2001. репрезентација Бабадоса је изненадила многе уласком у полуфинале квалификација за Светско првенство 2002. године. У првој утакмици овог кола они су остварили шокантну победу над Костариком резултатом 2:1, али су изгубили пет преосталих утакмица. Године 2004. Барбадос је остварио такође добар резултат ремијем 1:1 против Северне Ирске.

## Такмичарска достигнућа

### Светско првенство
| Светско првенство у фудбалу | Светско првенство у фудбалу                        | Светско првенство у фудбалу                        | Светско првенство у фудбалу                        | Светско првенство у фудбалу                        | Светско првенство у фудбалу                        | Светско првенство у фудбалу                        | Светско првенство у фудбалу                        | Светско првенство у фудбалу                        |
| Година                      | Коло                                               | Позиција                                           | Ута                                                | П                                                  | Н                                                  | И                                                  | ГД                                                 | ГП                                                 |
| --------------------------- | -------------------------------------------------- | -------------------------------------------------- | -------------------------------------------------- | -------------------------------------------------- | -------------------------------------------------- | -------------------------------------------------- | -------------------------------------------------- | -------------------------------------------------- |
| 1930. до 1974.              | није учествовао (до 1966, Британски Барбадос)      | није учествовао (до 1966, Британски Барбадос)      | није учествовао (до 1966, Британски Барбадос)      | није учествовао (до 1966, Британски Барбадос)      | није учествовао (до 1966, Британски Барбадос)      | није учествовао (до 1966, Британски Барбадос)      | није учествовао (до 1966, Британски Барбадос)      | није учествовао (до 1966, Британски Барбадос)      |
| 1978.                       | није се квалификовао                               | није се квалификовао                               | није се квалификовао                               | није се квалификовао                               | није се квалификовао                               | није се квалификовао                               | није се квалификовао                               | није се квалификовао                               |
| 1982.                       | није учествовао                                    | није учествовао                                    | није учествовао                                    | није учествовао                                    | није учествовао                                    | није учествовао                                    | није учествовао                                    | није учествовао                                    |
| 1986.                       | одустао                                            | одустао                                            | одустао                                            | одустао                                            | одустао                                            | одустао                                            | одустао                                            | одустао                                            |
| 1990.                       | није учествовао                                    | није учествовао                                    | није учествовао                                    | није учествовао                                    | није учествовао                                    | није учествовао                                    | није учествовао                                    | није учествовао                                    |
| 1994. до 2014.              | није се квалификовао                               | није се квалификовао                               | није се квалификовао                               | није се квалификовао                               | није се квалификовао                               | није се квалификовао                               | није се квалификовао                               | није се квалификовао                               |
| 2018.                       | Дисквалификован после квалификација за трећу рунду | Дисквалификован после квалификација за трећу рунду | Дисквалификован после квалификација за трећу рунду | Дисквалификован после квалификација за трећу рунду | Дисквалификован после квалификација за трећу рунду | Дисквалификован после квалификација за трећу рунду | Дисквалификован после квалификација за трећу рунду | Дисквалификован после квалификација за трећу рунду |
| 2022.                       | није се квалификовао                               | није се квалификовао                               | није се квалификовао                               | није се квалификовао                               | није се квалификовао                               | није се квалификовао                               | није се квалификовао                               | није се квалификовао                               |
| 2026.                       | у току                                             | у току                                             | у току                                             | у току                                             | у току                                             | у току                                             | у току                                             | у току                                             |
| Укупно                      | 0 титула                                           | 0/22                                               | –                                                  | –                                                  | –                                                  | –                                                  | –                                                  | –                                                  |

## Резултати репрезентације
На табели су само званичне утакмице узимане у обзир.
| Противник                  | Ута. | По. | Не. | Из. | Гд  | ГП  |
| -------------------------- | ---- | --- | --- | --- | --- | --- |
| Ангвила                    | 2    | 2   | 0   | 0   | 8   | 1   |
| Антигва и Барбуда          | 7    | 5   | 1   | 1   | 14  | 8   |
| Аруба                      | 6    | 5   | 0   | 1   | 16  | 7   |
| Бахами                     | 1    | 1   | 0   | 0   | 2   | 1   |
| Белизе                     | 2    | 0   | 1   | 1   | 0   | 1   |
| Бермуди                    | 13   | 4   | 4   | 5   | 16  | 19  |
| Канада                     | 3    | 0   | 0   | 3   | 2   | 9   |
| Кајманска Острва           | 3    | 2   | 0   | 1   | 11  | 4   |
| Костарика                  | 2    | 1   | 0   | 1   | 2   | 4   |
| Куба                       | 7    | 0   | 4   | 3   | 3   | 10  |
| Курасао                    | 1    | 1   | 0   | 0   | 1   | 0   |
| Доминика                   | 12   | 7   | 2   | 3   | 18  | 11  |
| Доминиканска Република     | 2    | 0   | 0   | 2   | 0   | 3   |
| Салвадор                   | 1    | 0   | 0   | 1   | 0   | 3   |
| Финска                     | 1    | 0   | 1   | 0   | 0   | 0   |
| Гренада                    | 18   | 9   | 7   | 2   | 32  | 18  |
| Гваделуп                   | 4    | 1   | 1   | 2   | 3   | 4   |
| Гватемала                  | 3    | 0   | 1   | 2   | 1   | 5   |
| Гвајана                    | 17   | 5   | 5   | 7   | 26  | 24  |
| Хаити                      | 2    | 0   | 0   | 2   | 2   | 6   |
| Јамајка                    | 12   | 2   | 2   | 10  | 9   | 24  |
| Мартиник                   | 8    | 1   | 2   | 5   | 12  | 19  |
| Монтсерат                  | 1    | 1   | 0   | 0   | 5   | 0   |
| Холандски Антили           | 3    | 2   | 1   | 0   | 3   | 1   |
| Никарагва                  | 2    | 1   | 0   | 1   | 1   | 1   |
| Северна Ирска              | 1    | 0   | 1   | 0   | 1   | 1   |
| Панама                     | 1    | 0   | 0   | 1   | 0   | 1   |
| Порторико                  | 3    | 1   | 0   | 2   | 2   | 2   |
| Сент Китс и Невис          | 10   | 3   | 2   | 5   | 13  | 18  |
| Света Луција               | 8    | 3   | 2   | 3   | 16  | 11  |
| Свети Мартин Ф             | 2    | 1   | 0   | 1   | 4   | 1   |
| Сент Винсент и Гренадини   | 16   | 6   | 5   | 5   | 25  | 21  |
| Суринам                    | 4    | 1   | 3   | 0   | 6   | 5   |
| Шведска                    | 1    | 0   | 0   | 1   | 0   | 4   |
| Америчка Девичанска Острва | 5    | 4   | 0   | 1   | 12  | 1   |
| Сједињене Државе           | 4    | 0   | 0   | 4   | 0   | 20  |
| Укупно                     | 189  | 69  | 45  | 76  | 257 | 267 |

Опис
      Победе
      Нерешено
      Изгубљене